# 플렌티만

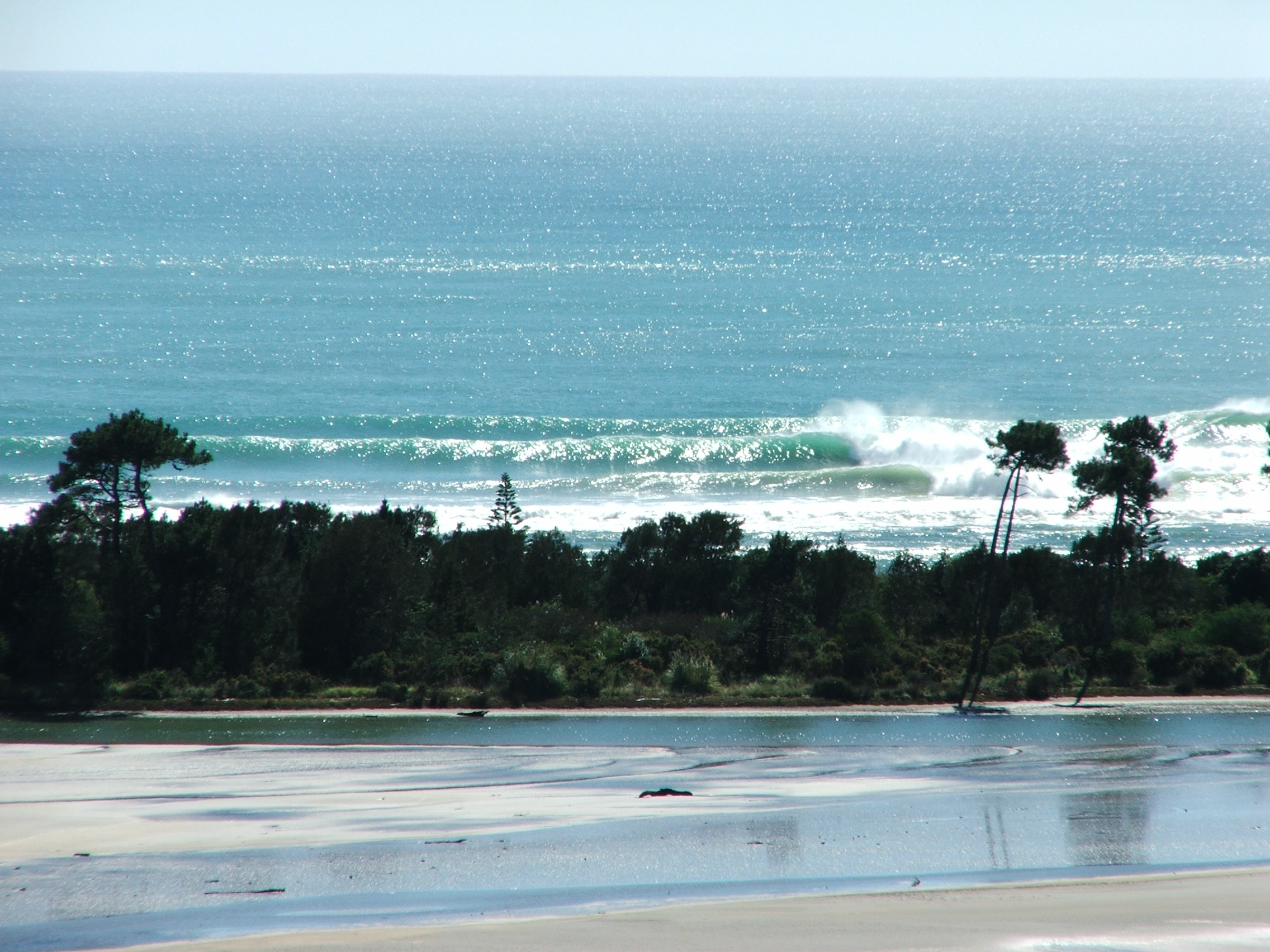
와카타네에서 바라본 플렌티만. 사진 전경에 있는 와카타네강은 플렌티만으로 흐르는 주요 강 8개 중 하나다.

플렌티만(영어: Bay of Plenty, 마오리어: Te Moana-a-Toi)는 뉴질랜드 북섬 북동부 베이오브플렌티 지방에 있는 만으로 길이는 260km며 서쪽으로 코로만델반도 동쪽으로 런어웨이곶에 이른다. 플렌티만이라는 이름은 1769년 제임스 쿡에 의해 붙여졌는데, 플렌티만의 몇몇 마오리족 마을들에 있는 풍부한 식자원이 포버티만(Poverty Bay)과 비교됐기 때문이다.